# Byttnerioideae
Byttnerioideae is een onderfamilie uit de kaasjeskruidfamilie (Malvaceae). De familie bestaat het meest uit kleine struiken en in mindere mate uit bomen, lianen en kruidachtige planten. De soorten uit deze onderfamilie komen voor in de (sub)-tropische delen van Latijns-Amerika, Afrika en Australazië.

## Geslachten
- Tribus Byttnerieae
  - Abroma Jacq.
  - Ayenia L.
  - Byttneria Loefl.
  - Kleinhovia L.
  - Leptonychia Turcz.
  - Megatritheca Cristóbal
  - Rayleya Cristóbal
  - Scaphopetalum Mast.
- Tribus Hermannieae
  - Dicarpidium F.Muell.
  - Gilesia F.Muell.
  - Hermannia L.
  - Melochia L.
  - Waltheria L.
- Tribus Lasiopetaleae
  - Commersonia J.R.Forst. & G.Forst.
  - Guichenotia J.Gay
  - Hannafordia F.Muell.
  - Keraudrenia J.Gay
  - Lasiopetalum Sm.
  - Lysiosepalum F.Muell.
  - Maxwellia Baill.
  - Rulingia R.Br.
  - Seringia J.Gay
  - Thomasia J.Gay
- Tribus Theobromateae
  - Glossostemon Desf.
  - Guazuma Mill.
  - Herrania Goudot
  - Theobroma L.